# Danny Talbot
Danny Talbot (Trowbridge, 1 de maio de 1991) é um velocista britânico, campeão mundial de atletismo no revezamento 4x100 m em Londres 2017, junto com os compatriotas CJ Ujah, Adam Gemili e Nethaneel Mitchell-Blake.